# پل امون
پل اِمون (به فرانسوی: Paul Emond) رمان‌نویس، نمایش‌نامه‌نویس و مقاله‌نویس قرن بیستم میلادی اهل بلژیک است.